# 玉女添丁 (2001年電影)
《玉女添丁》是一套於2001年上映的香港電影，由馬偉豪、麥啟光執導，楊千嬅領銜主演，取材自導演楚原於1968年執導及編劇的同名電影，本片也是楚原生前最後一部電影演出作品。

## 故事大綱
任職一間廣告公司的秘書方麗娟，不滿被老闆無理解僱，為了繼續有工作養家，於是裝著懷孕，利用香港法律不能解僱懷孕的員工的條款，讓公司徹消其解僱。公司行政總裁胡啟明十分喜歡方麗娟，對她特別好。在一個派對中，一間名牌的運動鞋廠的老闆邀請方麗娟成為他們運動品牌的廣告的主角，方麗娟答應了。到了拍攝廣告當天，方麗娟不小心地滑倒，眾人看到她的身上有點不知名的水，以為她穿了羊水，於是一起將方麗娟送到醫院去，一班知道方麗娟是假裝懷孕的朋友立即去到醫院，希望假裝懷孕的事仍然不會被人知道，但最後還是被識破…

## 演員
- 楊千嬅 飾 方麗娟
- 陳冠希 飾 胡啟明
- 黃偉文 飾 阿勁
- 周麗淇 飾 迪娜（Dina）
- 森美 飾 Sam
- 任葆琳 飾 Monica（Ca姐）
- 許紹雄 飾 大胡生（胡啟明之父）
- 查小欣 飾 何太
- 陳豪 飾 陳律師
- 張達明 飾 羅拔（De Niro）
- 楚原 飾 張寶堅
- 鄭保瑞
- 沈可欣 飾 方麗娟同事
- 徐榮 (演員) 飾 方麗娟同事
- 李漫芬 飾 阿勁太太
- 梁嘉琪
- 余世騰
- 何偉業 飾 方麗娟同事
- 戴少民 飾 Tiger

## 外部連結
- 開眼電影網上《玉女添丁》的資料（繁體中文）
- 豆瓣电影上《玉女添丁》的資料 （简体中文）
- 时光网上《玉女添丁》的資料（简体中文）
- AllMovie上《玉女添丁》的资料（英文）
- 香港影庫上《玉女添丁》的資料（繁體中文）
- 互联网电影数据库（IMDb）上《玉女添丁》的资料（英文）